# Franck Durix
Franck Durix (født 20. oktober 1965) er en tidligere fransk fodboldspiller.